# Żelibor
Żelibor – staropolskie, słowiańskie imię męskie. Składa się z członu Żeli- ("pragnąć") i -bor ("walka", "walczyć, zmagać się"). 
Żelibor imieniny obchodzi: 11 lutego, 29 października.